# نيكي ووكر (لاعب كرة قدم)
نيكي ووكر (بالإنجليزية: Nicky Walker)‏ هو لاعب كرة قدم بريطاني في مركز الوسط، ولد في 8 سبتمبر 1994 في روثرهام ‏ في المملكة المتحدة. لعب مع غريمسبي تاون ونادي بارو ونادي بوسطن يونايتد ونادي روذرهام يونايتد وويكمب وندررز.

## وصلات خارجية
- نيكي ووكر (لاعب كرة قدم) على موقع قاعدة بيانات كرة القدم.إي يو (الإنجليزية)
- نيكي ووكر (لاعب كرة قدم) على موقع Soccerbase.com (لاعب) (الإنجليزية)
- نيكي ووكر (لاعب كرة قدم) على موقع Soccerway.com (الإنجليزية)